# Cafè irlandès
El cafè irlandès és una beguda feta amb cafè i whisky calents, sucre i nata muntada. Es prepara amb cafè, preparat de manera normal; whisky, calent i barrejat amb entre una i tres cullerades de sucre. La funció del sucre i que la barreja estigui calenta és aconseguir que el cafè pugui surar per sobre del whisky amb sucre, per la diferència de densitats. I s'afegeix crema a sobre del cafè.
L'invent de la separació en 3 colors de l'Irish Coffee és una cosa que només es veu fora d'Irlanda. El veritable cafè irlandès que us serviran a Dublín o a qualsevol restaurant/ pub irlandès no va separat en 3 densitats/ colors. S'omple primer la copa amb aigua ben calenta perquè s'escalfi mentre anem preparant els ingredients. S'escalfa el whisky (irlandès) en un cassó, es prepara el cafè (no gaire fort) i es bat una mica la nata perquè quedi semimuntada (ha de quedar amb textura de crema. No se serveix nata en esprai, per tant). Es buida l'aigua de la copa, que ara ja la tindrem calenta, s'hi posa una cullerada o dos de sucre, es dilueix el sucre amb el whisky calent (un terç de la copa aproximadament), a continuació s'afegeix el cafè (que no queda mai separat del whisky). Finalment, s'hi tira la nata semimuntada i perquè no vagi a fons es tira per sobre el dors d'una cullera (es fa lliscar pel reves de la cullera perquè caigui suament sobre el cafè). I ja teniu l'autèntic irish coffee a punt. Quan te'l beus ha de ser ben calent, el cafè i el whisky es filtren a través de la nata barrejant els 3 gustos al paladar (justament és la gràcia de què la nata no estigui muntada). De xocolata per sobre ni parlar-ne.

## Història
El cafè irlandès va ser creat a la dècada dels 40 per Joseph Sheridan a Foynes. Stanton Delaplane, reporter viatger pel San Francisco Chronicle va portar el cafè Irlandès als Estats Units. Allà, a la taverna Buena Vista, a San Francisco es va començar a servir el cafè irlandès el 10 de novembre de 1952 per Jack Koeppler, amo de la taverna. Des de llavors, la taverna Buena Vista és famosa pels seus cafès irlandesos. La idea era la de recrear la beguda que servia als viatgers que acabaven d'arribar a l'aeroport de Foynes, Irlanda perquè tornessin a entrar en calor. Així es va aconseguir el cafè Irlandès, considerada una variació de les begudes calentes amb licor, anomenades hot toddy.
Al llarg dels anys, ha anat apareixent altres variacions del cafè irlandès. A l'estat espanyol és comú que el cafè irlandès se serveixi amb els tres ingredients principals separats: el whisky calent amb sucre a sota, a sobre el cafè, visiblement separat i per acabar la crema, decorada amb cafè molt o xocolata en pols.

## Variacions
Les següents variacions substitueixen el whisky irlandès per altres begudes alcohòliques:
- Scotch coffee o Cafè escocès (whisky escocès);
- French coffee o Cafè francès (brandy o conyac);
- Spanish coffee o Cafè espanyol (xerès);
- Russian coffee o Cafè rus (vodka);
- Jamaican coffee o Cafè jamaicà (rom).